# 우묵배미의 사랑
우묵배미의 사랑은 모가드코리아에서 제작된 대한민국의 멜로 영화이다. 박중훈과 최명길이 주연, 장선우가 감독을 맡아 많은 주목을 받았다.

## 등장 인물
- 박중훈 : 일도 역
- 최명길 : 공례 역
- 유혜리 : 새댁 역
- 이대근 : 박석희 역
- 최주봉 : 남수 역
- 김영옥 : 일도엄마 역
- 신충식 : 일도아버지 역
- 정상철 : 나리아빠 역
- 서갑숙 : 나리엄마 역
- 양택조 : 최씨 역
- 서권순 : 여주댁 역
- 김지영 : 오바로꾸 역
- 이인옥 : 마도메 역
- 김경란 : 시다1 역
- 권일정 : 시다2 역
- 김은숙 : 카페마담 역
- 이수찬 : 사장 역
- 고동업 : 깜상 역
- 권태원 : 명치 역
- 김영섭 : 길성 역
- 이은석 : 친구 역
- 김애라 : 할머니 역
- 김종구 : 일도형 역
- 전소현 : 일도형수 역
- 문철재 : 택시운전수 역
- 황의권 : 트럭운전수 역
- 김현미 : 카페아가씨 역
- 이다빈 : 지호 역
- 이호숙 : 나리 역
- 박인선 : 어린새댁 역
- 임용채 : 공례아들 역

## 스텝
- 감독 : 장선우
- 조감독 : 임종재, 정병각, 배호룡
- 스크립터 : 지혜숙
- 원작 : 박영한
- 각본 : 장선우, 임종재
- 촬영부 : 김성복, 이재호, 이병호, 신범섭
- 촬영 : 유영길
- 조명 : 김동호
- 조명부 : 원명준, 남지현, 김정국, 김성관, 윤재명
- 기획 : 송경훈
- 제작 : 서병기
- 동시녹음 : 이영길
- 녹음 : 김경일
- 음악 : 이종구
- 미술 : 조융삼
- 분장 : 손진숙
- 스틸 : 황형식
- 소품 : 김한상
- 편집 : 김현
- 네가편집 : 고임표
- 마케팅 : 유인택
- 소품팀 : 박종국
- 색보정 : 김승호
- 현상 : 영화진흥공사
- 분장팀 : 김원용, 이경배
- 슬레이트 : 김희철
- 옵티컬 : 윤종두
- 광고디자인 : 씨네시티
- 경리 : 김재현
- 자막촬영 : 한국옵티칼